# Lesotho Correctional Services FC
El Lesotho Correctional Services FC (LCS FC) és un club de Lesotho de futbol de la ciutat de Maseru. Vesteix uniforme blau fosc.

## Palmarès
- Lliga de Lesotho de futbol:[3]

2000, 2002 (com a Lesotho Prisons Service)
2007, 2008, 2011, 2012
- Copa de Lesotho de futbol:[4]

2005